# Jarosław
Jarosław (udtale: [jaˈrɔswaf]  ( hør); ukrainsk: Ярослав, eller Yaroslav,  Yiddish: יאַרעסלאָוו, eller Yareslov; tysk: Jaroslau)   er en by i den østlige centrale del af  Voivodskabet Nedrekarpater i det sydøstlige Polen.  Rzeszów  har 36.303(2021) indbyggere og et areal på	34,46  km².  Den ligger ved floden San, og  er administrationsby for  powiatet (amt) Jarosław.

## Historie
Jarosław ligger på det gamle slaviske folkeslag Lendizernes område. Ifølge traditionen blev byen grundlagt i 1031 af Jaroslav 1., efter at området blev annekteret fra Polen af Kijevriget, skønt den første bekræftede omtale af byen stammer fra 1152. Regionen blev til sidst genvundet af Polen, og bebyggelsen blev givet Magdeburg-byrettigheder af den polske hertug Władysław Opolczyk i 1375.
Byen udviklede sig hurtigt som et vigtigt handelscenter og havn ved Sanfloden, og nåede perioden med sin største velstand i det 16. og 17. århundrede. Det havde handelsrutes, der forbinder Schlesien med Rutenien, Gdańsk og Ungarn. Købmænd fra så fjerne lande som Spanien, England, Finland, Armenien og Persien ankom til den årlige tre uger lange marked på festen for jomfru Marias himmelfart. I 1574 blev der oprettet en jesuitter-skole i Jarosław.
I 1590'erne plyndrede tatarer fra Det Osmanniske Rige det omkringliggende landskab.  De var ude af stand til at overvinde byens befæstninger, men deres razziaer begyndte at mindske byens økonomiske styrke og vigtighed. Udbrud af byldepest i 1620'erne og invasionen kendt som Svensk Syndflod i 1655-60 underminerede yderligere byens fremtrædende plads. I marts 1656 besejrede polakkerne, ledet af den polske nationalhelt Stefan Czarniecki,  de invaderende svenskere under kong Karl 10. Gustav i Slaget ved Jarosław. I den Store Nordiske Krig 1700-21 blev regionen gentagne gange plyndret af Det Russiske Kejserrige, Kurfyrstendømmet Sachsen og Svenske hære, hvilket belastede  byen yderligere.

## Galleri
- Dominikansk barokkirke
- Markedspladsen Rynek med farverig historisk arkitektur
- Jarosław Museum
- Renaissance Corpus Kristikirke
- Kommunalt kulturcenter
- St. Nicholas kirke og benediktinerkloster
- Juliusz Słowacki gade
- Nicolaus Copernicus gymnasium
- Den Græsk-katolske kirke
- Center for kultur og turisme
- Barok Helligåndskirke
- Monument for Polsk-Ungarsk venskab og  Major Leon Czechowski